# Trégastel
Trégastel is een gemeente in Frankrijk. Het ligt in het noorden van Bretagne aan de Atlantische Oceaan. Er behoren drie kleine eilanden tot de gemeente. De kust wordt daar ook de Côte de granit rose genoemd. Een baai vormt hier de grens tussen de gemeenten Trégastel en aan de overkant Ploumanac'h.

## Geografie
De oppervlakte van Trégastel bedraagt 7 km², de bevolkingsdichtheid is 364 inwoners per km² (per 1 januari 2020).
De onderstaande kaart toont de ligging van Trégastel met de belangrijkste infrastructuur en aangrenzende gemeenten.

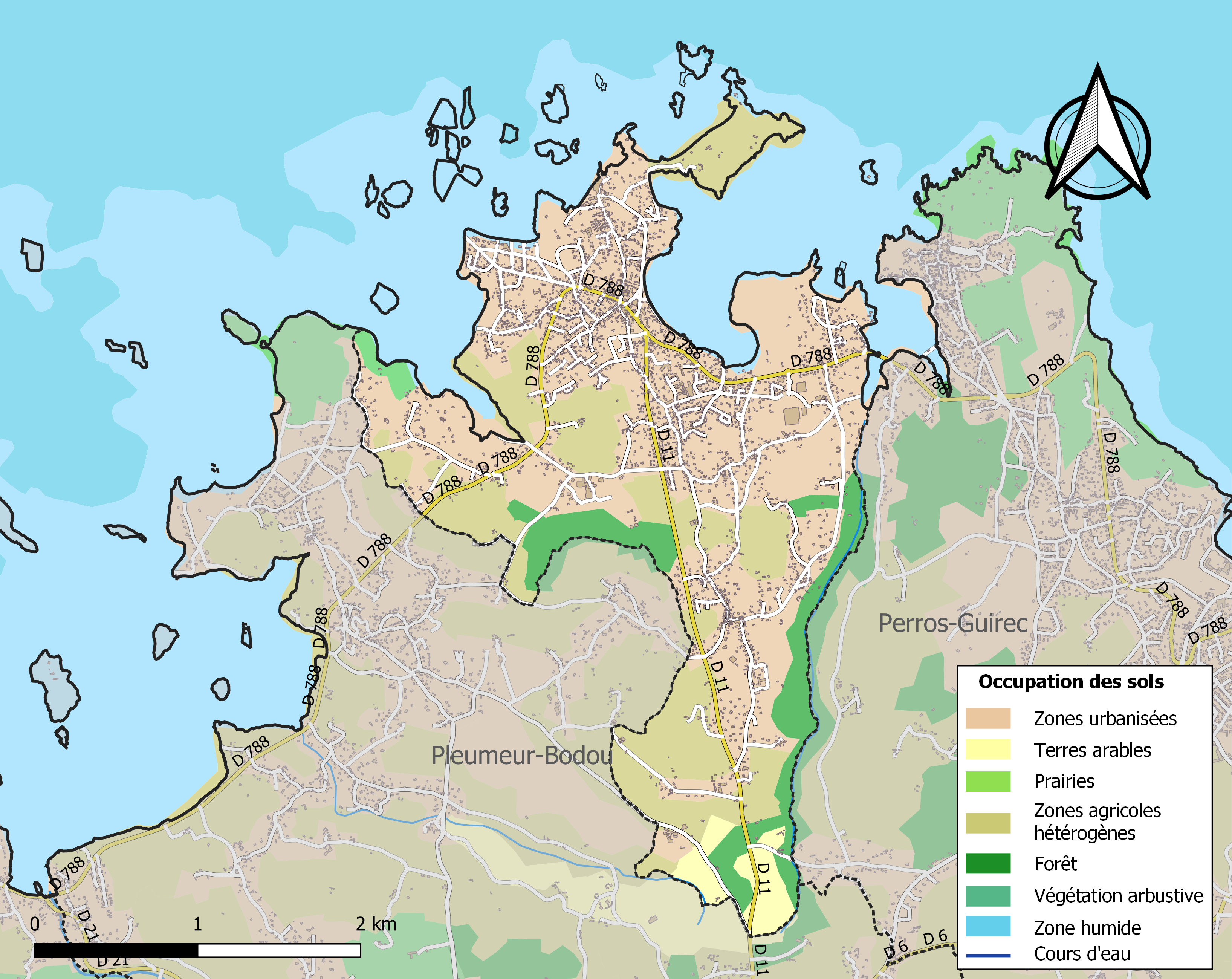

## Demografie
Trégastel telde 2.532 inwoners op 1 januari 2022.
Onderstaande figuur toont het verloop van het inwonertal, bron: INSEE-tellingen. 

## Foto's

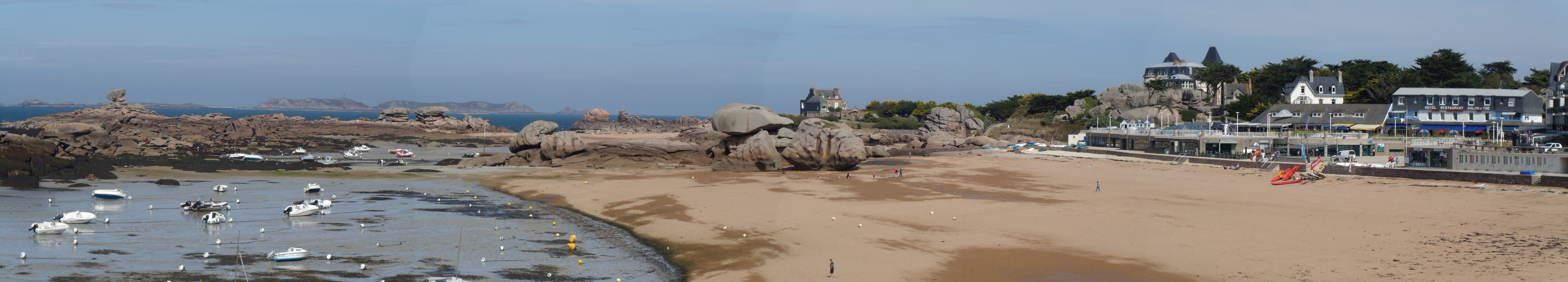
Trégastel

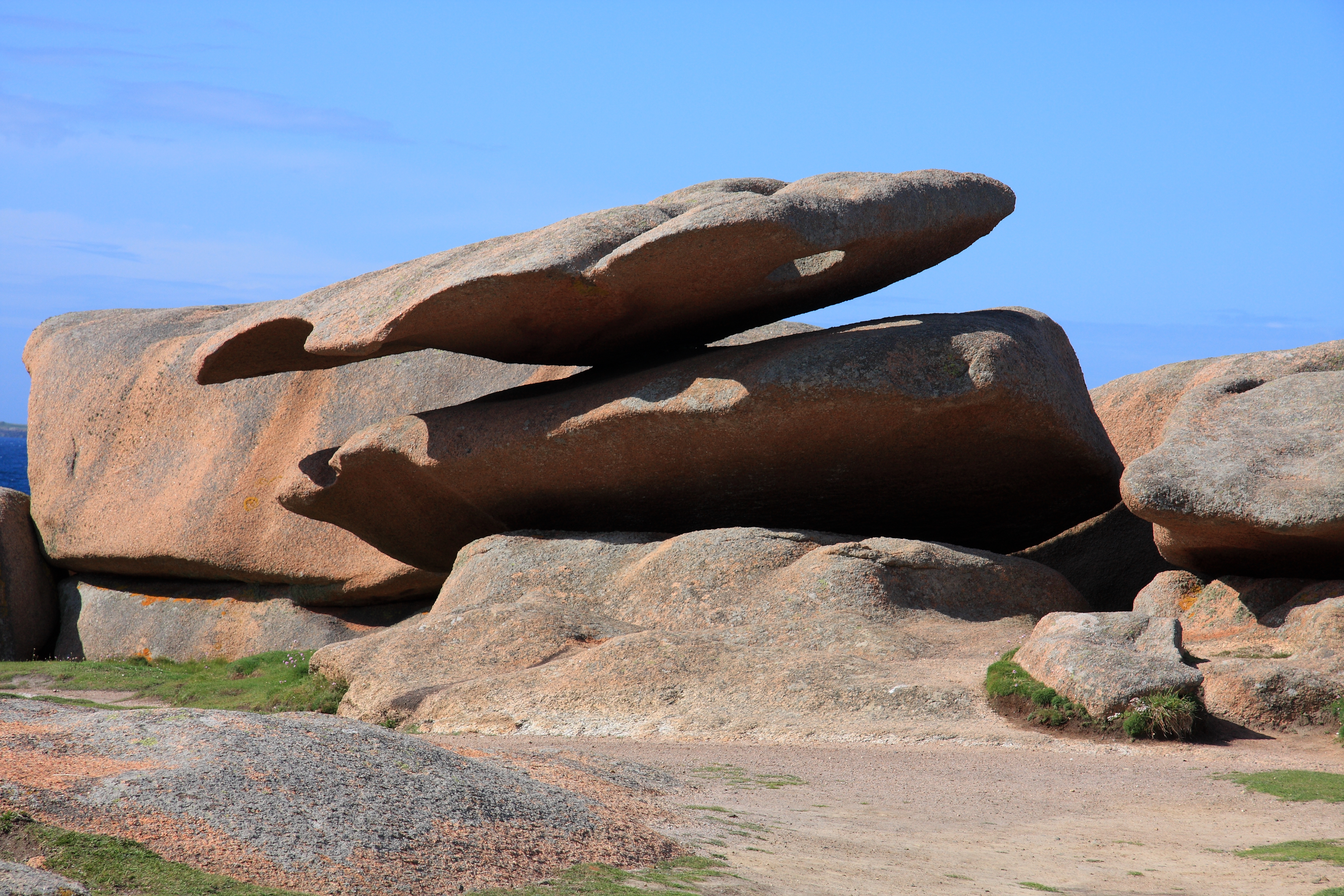
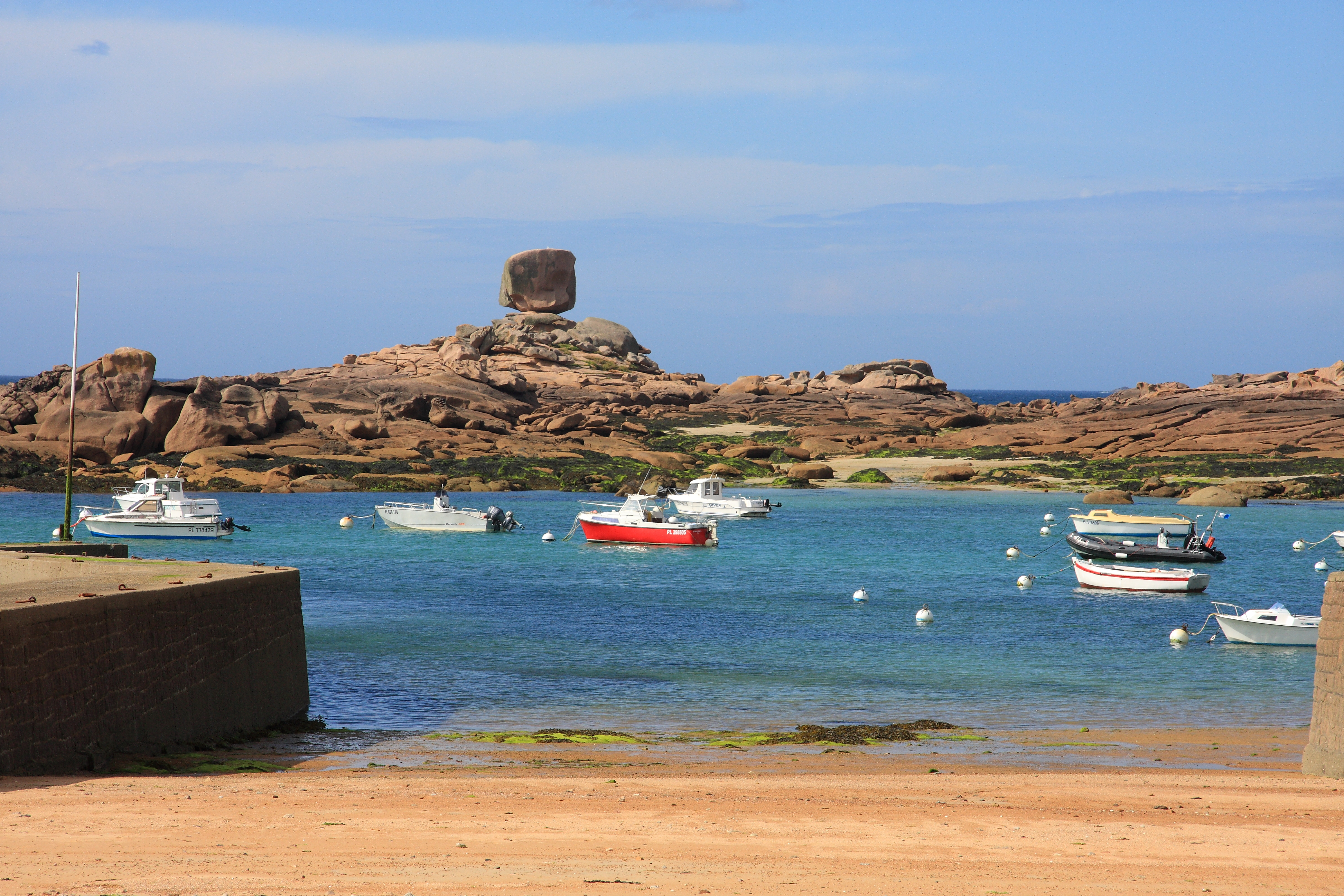
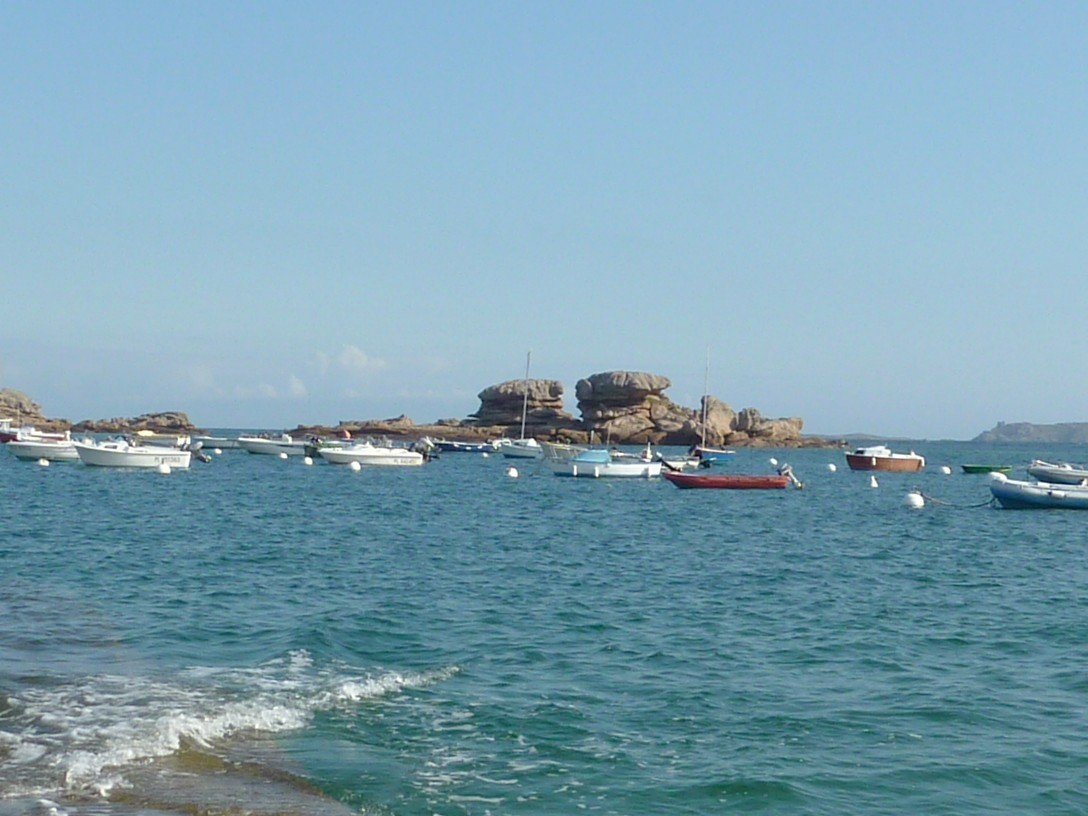
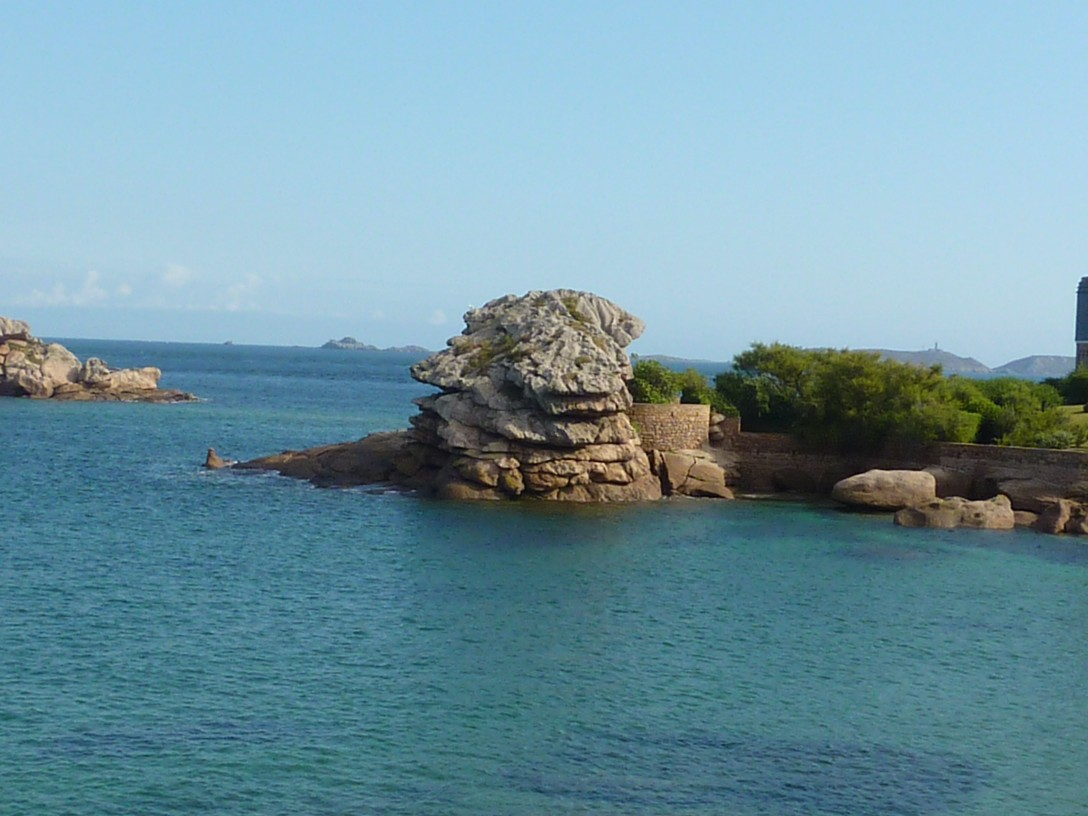
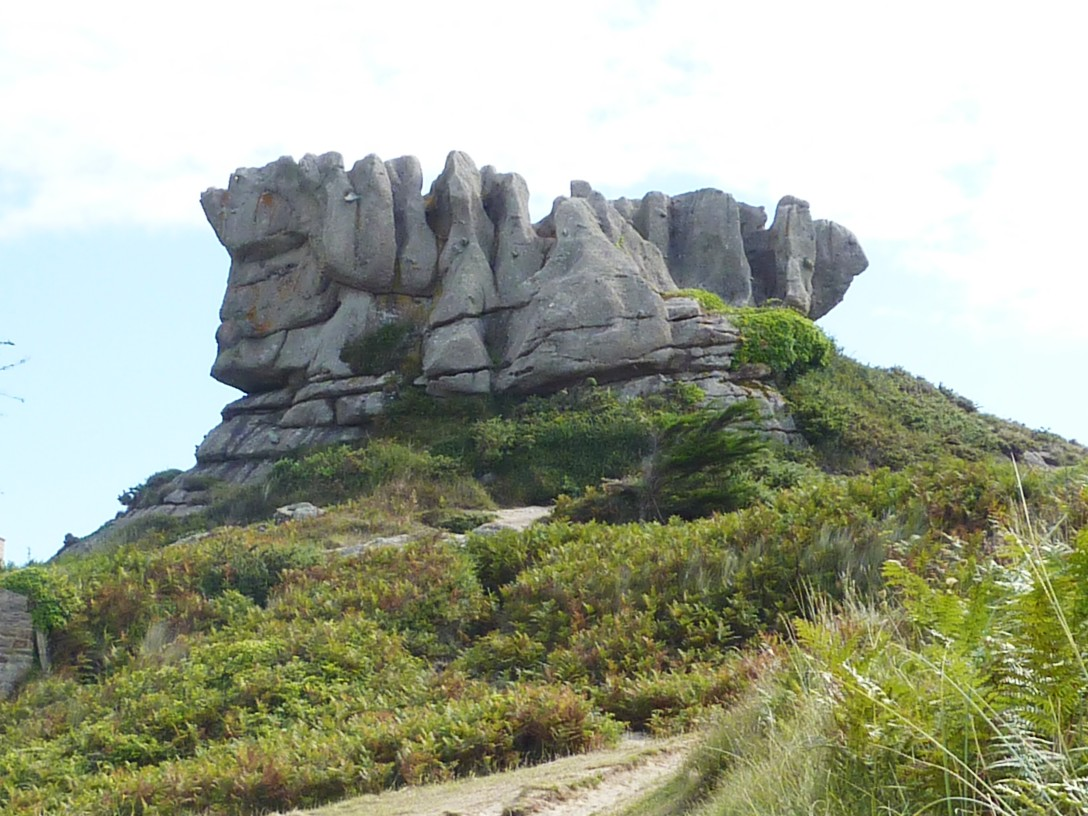
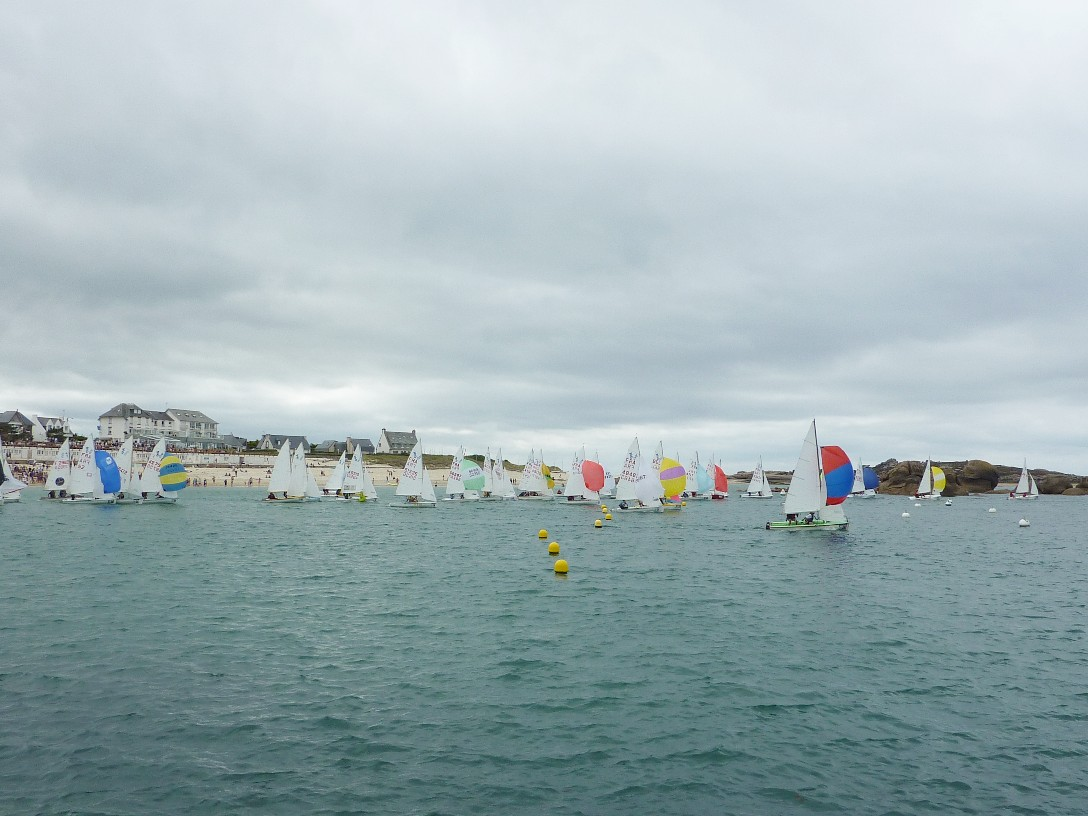
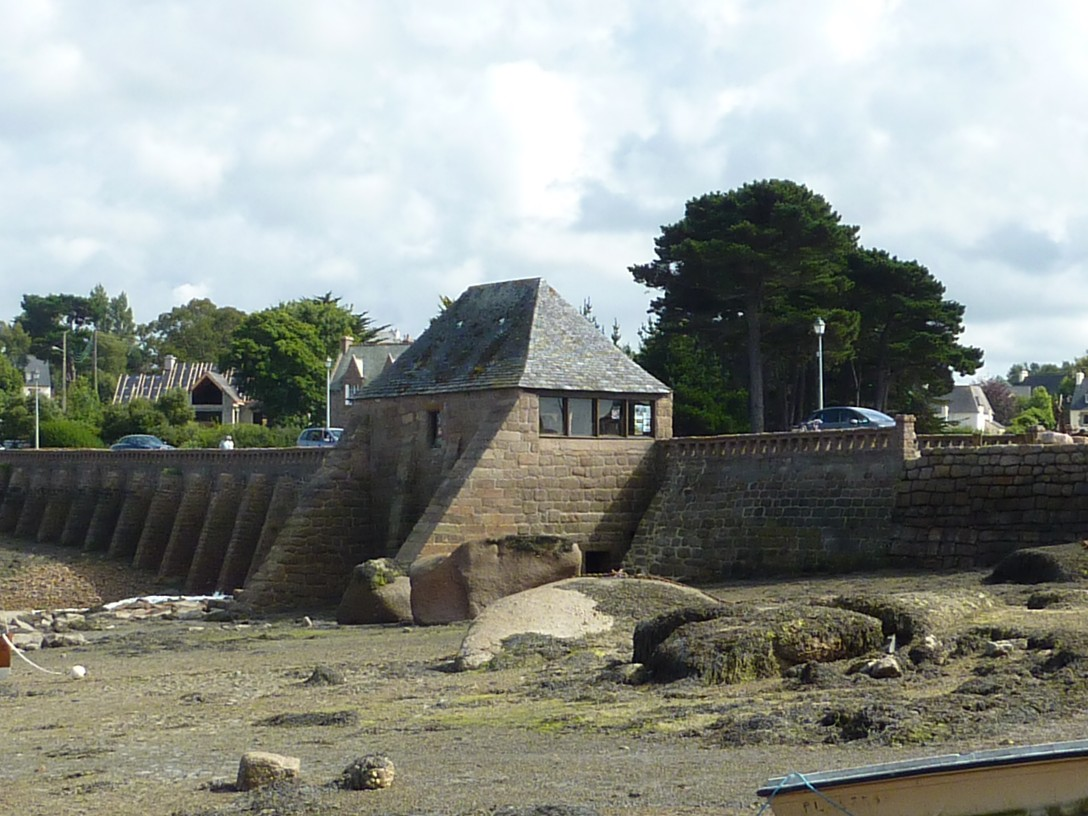
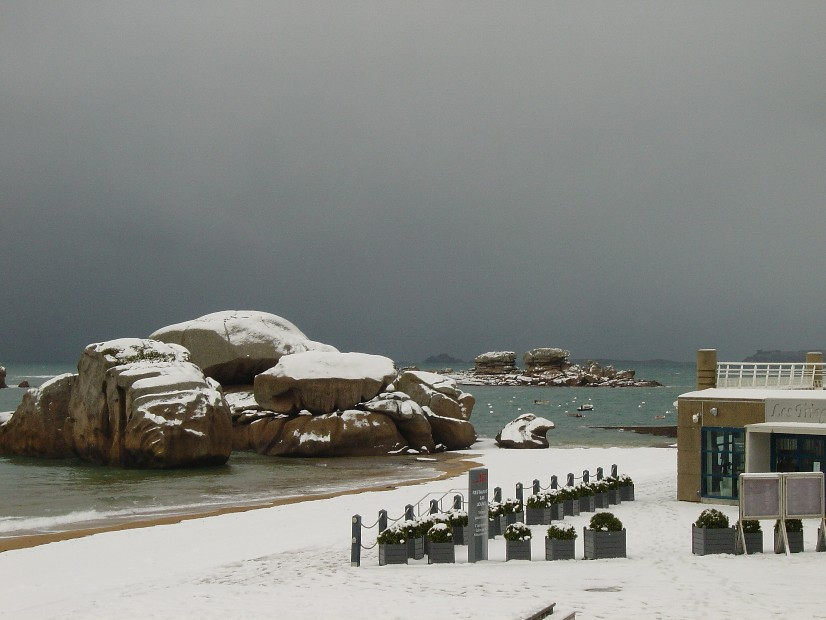

## Stedenband
- Foz
- Koussané